# Oude Stad (Jeruzalem)
De Oude Stad (Hebreeuws: העיר העתיקה, Ha'Ir Ha'Atiqah; Arabisch: البلدة القديمة, al-Balda al-Qadimah; Armeens: Երուսաղեմի հին քաղաք, Yerusaghemi hin k'aghak') is het ommuurde centrum van de stad Jeruzalem. De Oude Stad ligt in Oost-Jeruzalem op de Westelijke Jordaanoever die in de Zesdaagse Oorlog van 1967 door Israël op Jordanië werd veroverd. Vervolgens werd Oost-Jeruzalem door Israël geannexeerd en bestuurlijk bij de Israëlische gemeente Jeruzalem getrokken. 
De staat Palestina maakt nog steeds aanspraak op Oost-Jeruzalem als hoofdstad van Palestina.
In deze Oude Stad bevinden zich belangrijke religieuze locaties van moslims, joden en christenen: de Al-Aqsamoskee en de Rotskoepel, de Klaagmuur en de Heilig Grafkerk, waarbij de Tempelberg/Haram al-Sharif voor alle drie religies belangrijk is.
Binnen de muren van de oude stad liggen vier van de oorspronkelijk vijf etno-religieuze wijken:
1. de islamitische wijk in het noordoosten
2. de Joodse wijk in het zuidoosten
3. de christelijke wijk in het noordwesten
4. de Armeense wijk in het zuidwesten

Tijdens de Jordaanse bezetting van de Westelijke Jordaanoever werd een derde deel van alle gebouwen in het Joodse kwartier verwoest. Op een na werden alle synagoges in het stadsdeel vernietigd. Later is de Hurva-synagoge weer opgebouwd. 
De oude Marokkaanse wijk werd in 1967 door Israël verwoest, waarna op die plaats een groot plein werd aangelegd voor de Klaagmuur. Hierbij werd ook een oude moskee uit de tijd van Saladin verwoest.Het overige deel van de wijk werd bij de Joodse wijk gevoegd.

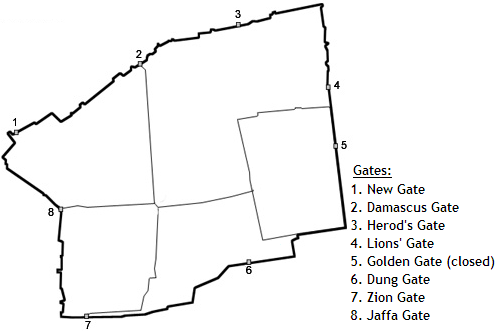
Kaart van de Oude Stad met poorten
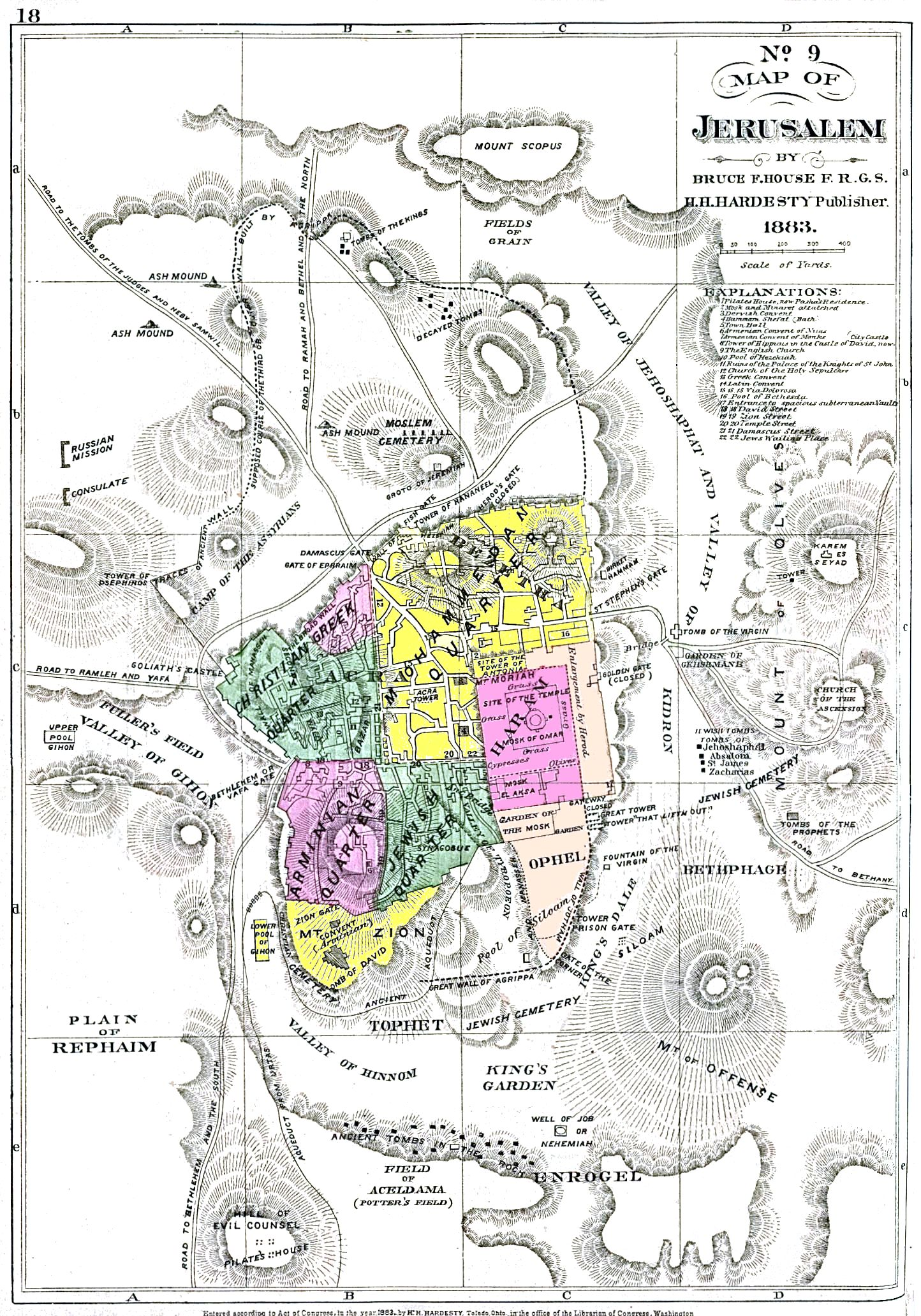
Een kaart uit 1883 van de Oude Stad met zijn wijken

In de stadsmuur bevinden zich de volgende poorten:
- de Nieuwe Poort
- de Damascuspoort uit 1537
- de Jaffapoort uit 1530-1540
- de Sionspoort uit 1540
- de Mestpoort uit 1538-1540
- de Gouden Poort (gesloten) uit de 6e eeuw
- de Leeuwenpoort uit 1538-1539
- de Heroduspoort

Sinds 1981 staat de Oude Stad van Jeruzalem op de werelderfgoedlijst, op initiatief van Jordanië die Oost-Jeruzalem na de oorlog van 1948 bezet hield tot de verovering ervan door Israël in 1967. Ten bate van vredesonderhandelingen tussen Israël en de PLO gaf Jordanië in 1988 zijn claim op Oost-Jeruzalem en de Westelijke Jordaanoever op.  De Haram al-Sharif (Tempelberg) met de Al-Aqsamoskee staat nog altijd onder controle van de koning van Jordanië en wordt beheerd door een islamitische waqf.
In de Joodse Wijk staat museum The Temple Institute, tevens onderzoeksinstituut en educatief centrum in de Oude Stad.

## Galerij

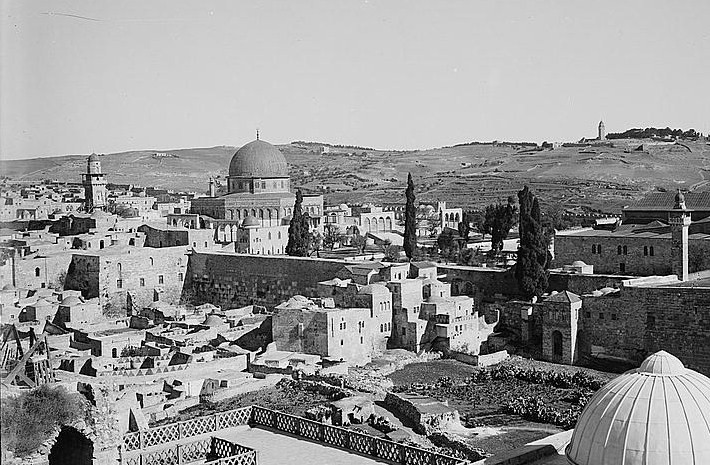
De Marokkaanse wijk van voor 1967
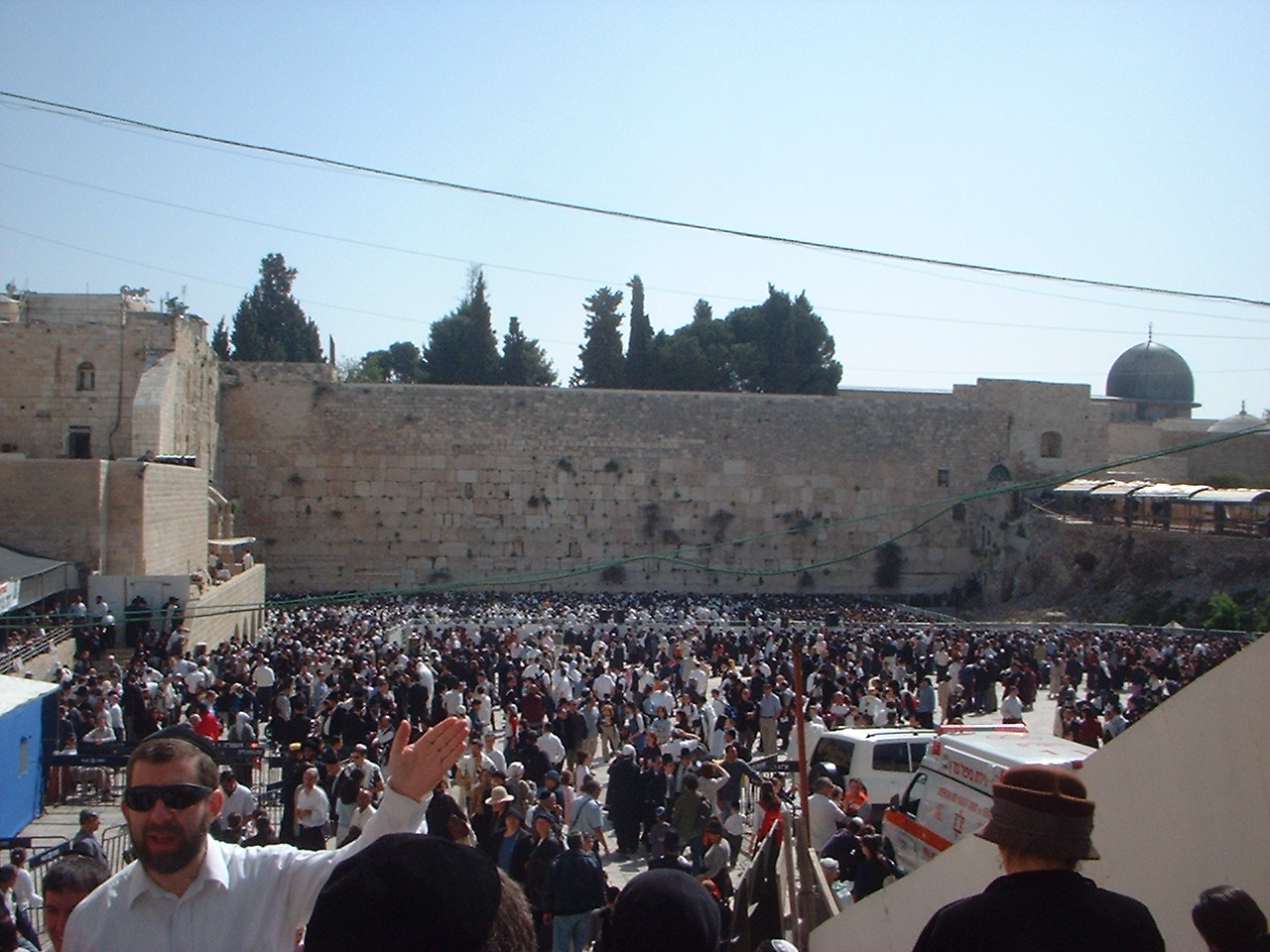
De Klaagmuur
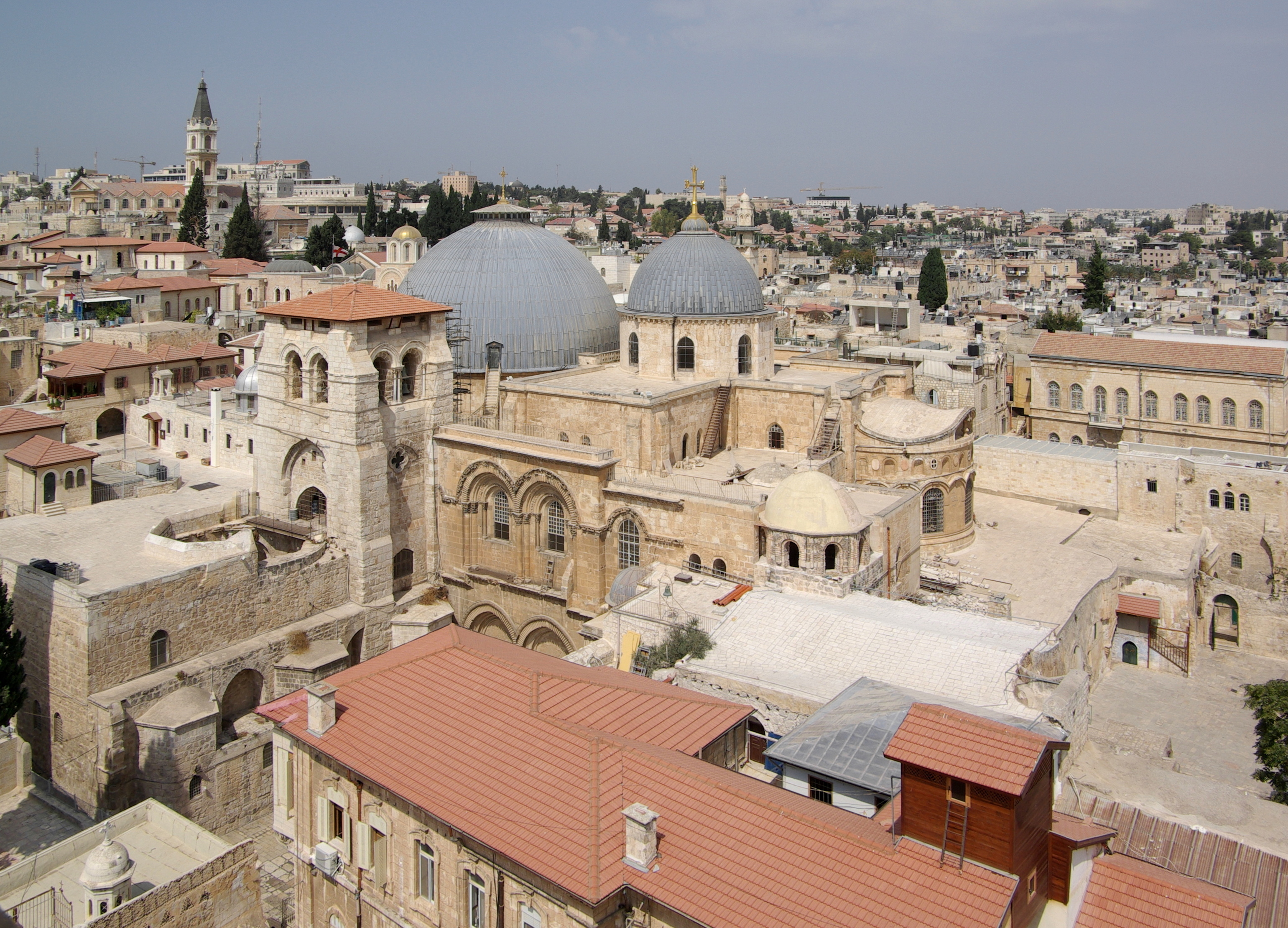
De Heilig Grafkerk
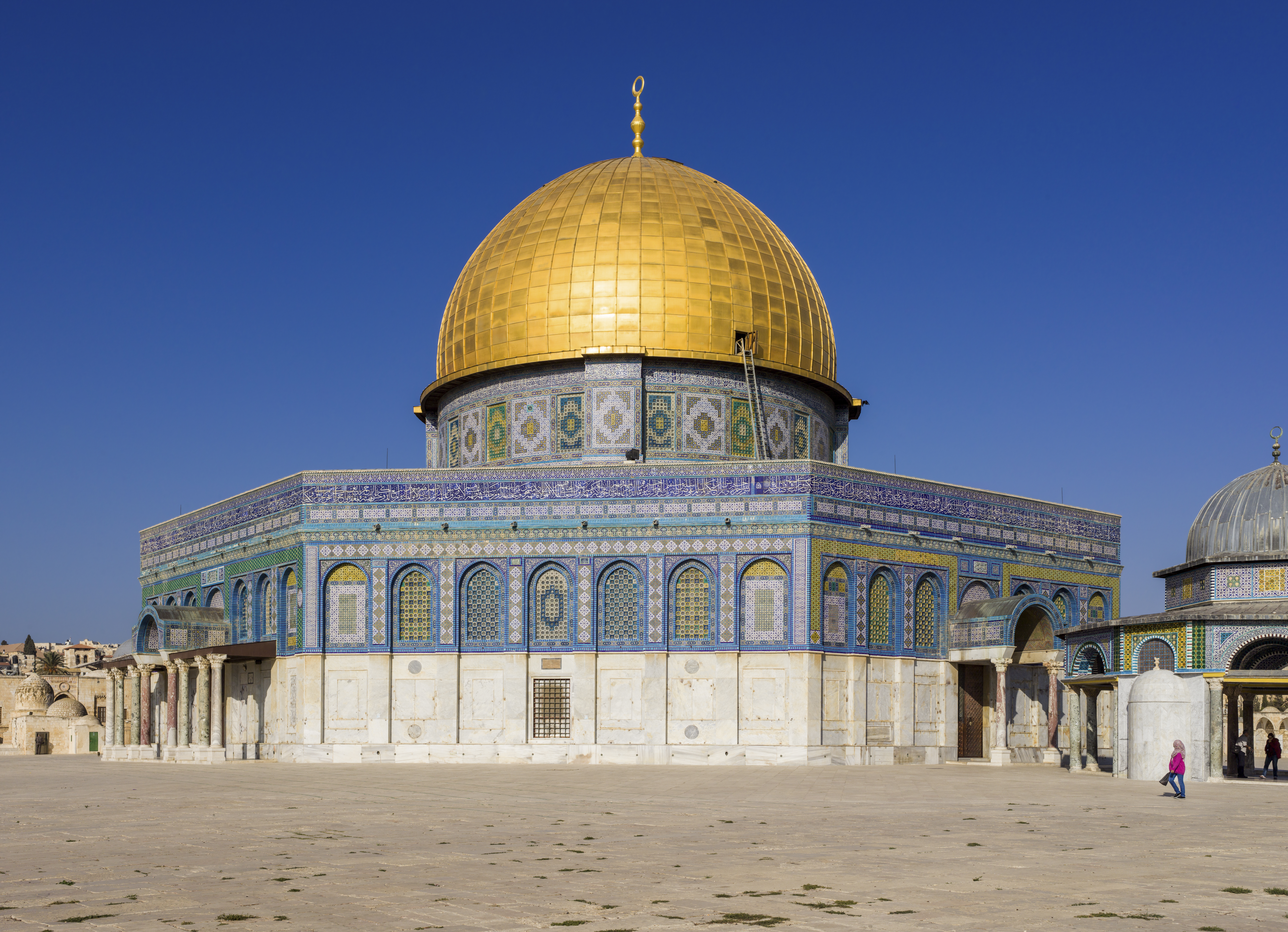
De Rotskoepel
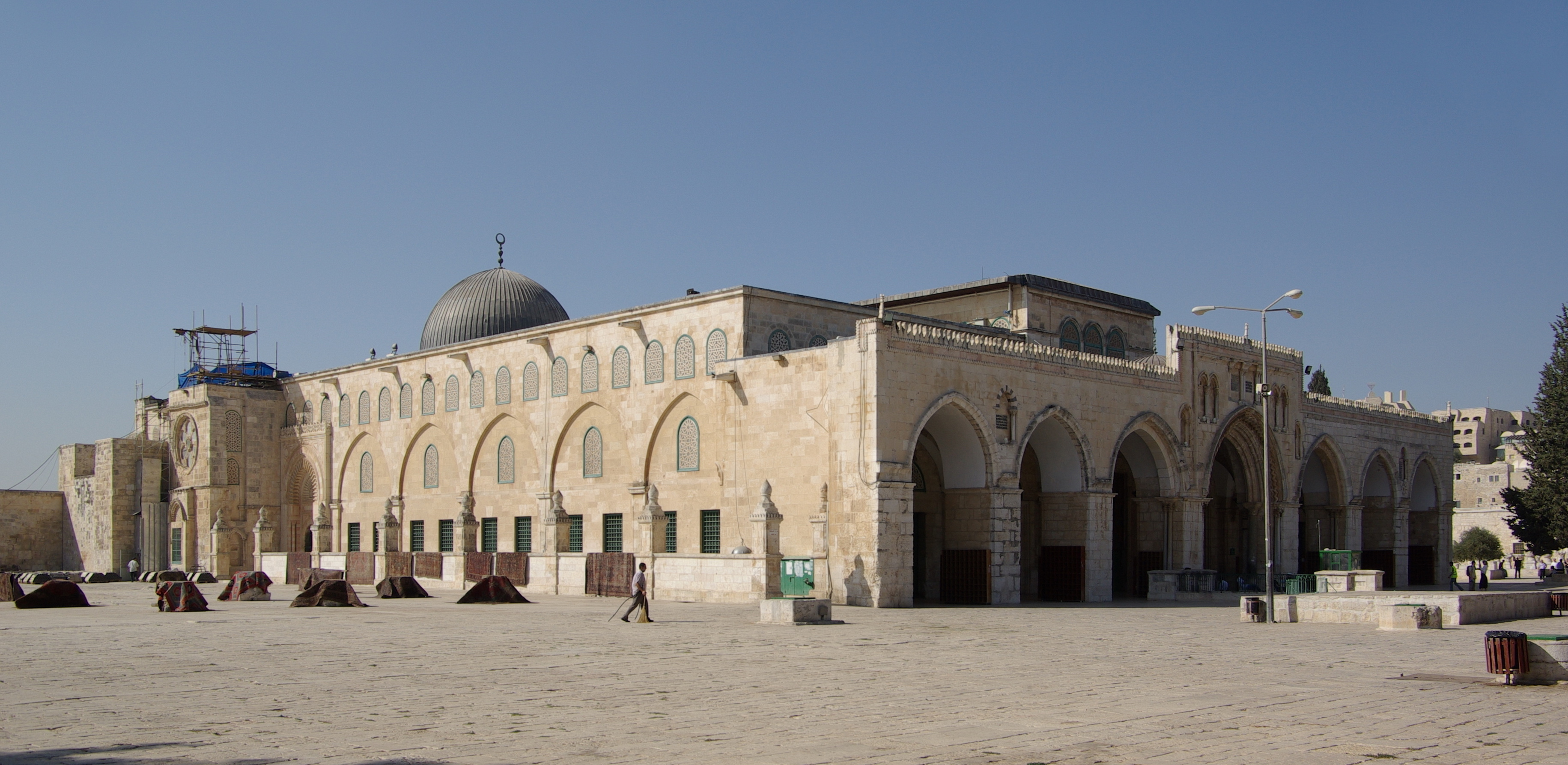
De Al-Aqsamoskee
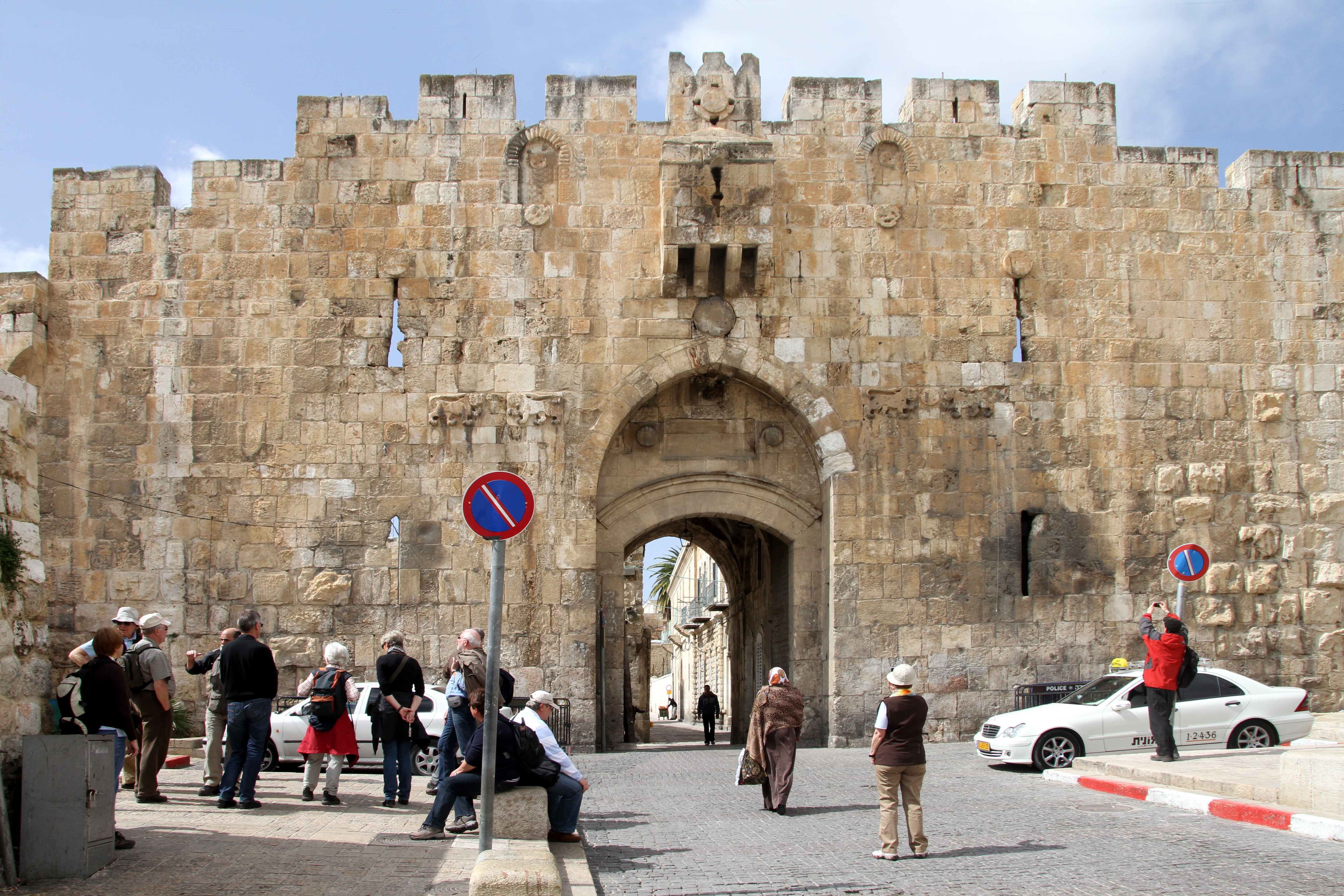
De Leeuwenpoort
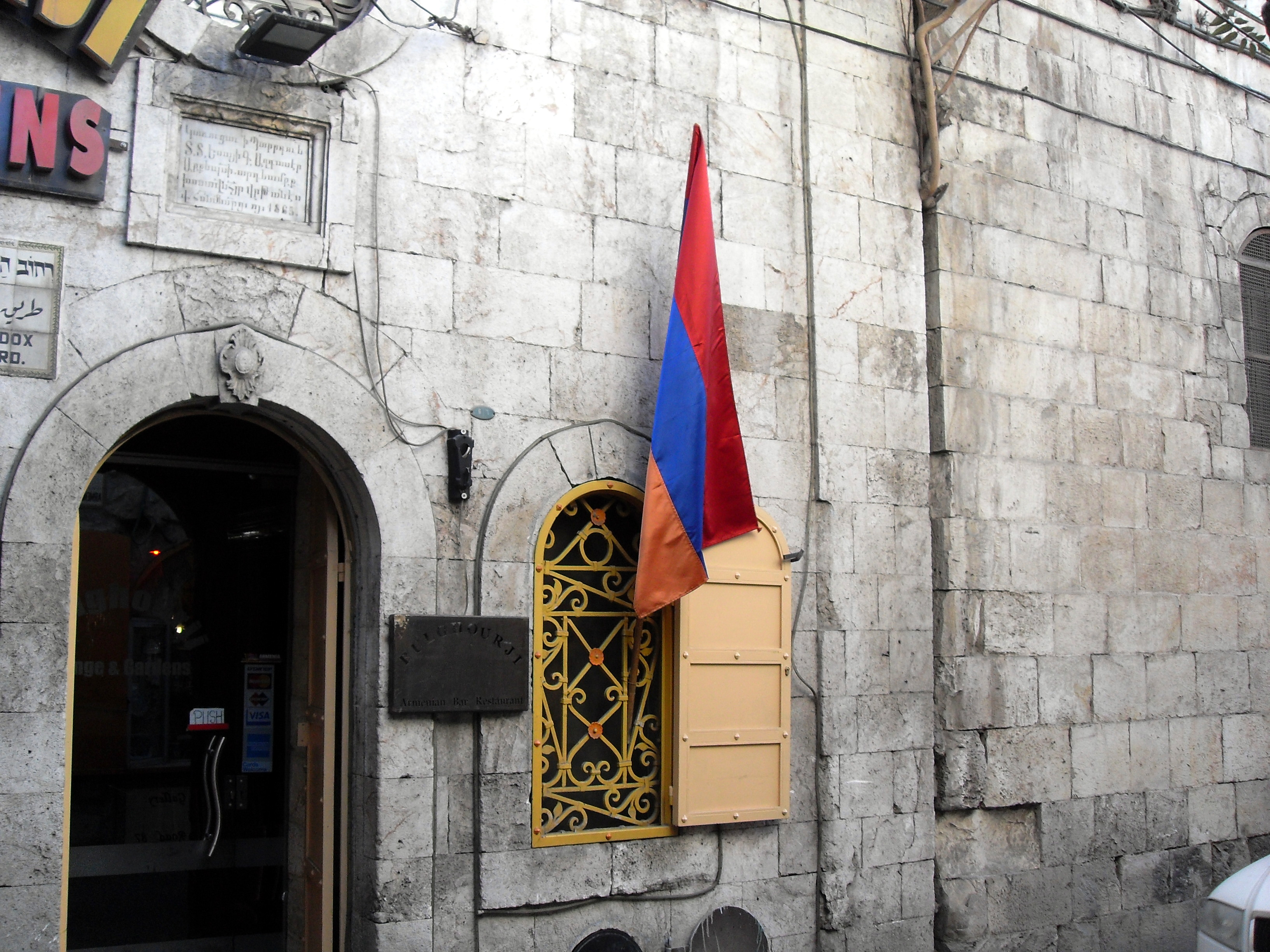
Vlag van Armenië in Oud-Jeruzalem

### Media
- Library of Congress Control Number: n98071164
- Nationale Bibliotheek van Israël: 987007537936805171
- Virtual International Authority File: 152625030
- WorldCat: E39PBJcBYDPdWxDgw3RJVJqhHC